# Вулиця Кримських партизан
Вулиця Кримських партизан (крим. Qırım partızan soqağı) — вулиця в Сімферополі, в Центральному районі міста. Названа на честь радянських партизанів, що діяли під час Другої світової війни, історична назва — Іподромна.

## Опис
Загальна протяжність вулиці становить 0,4 км.
Пролягає від перехрестя з Севастопольською вулицею до перехрестя з Балаклавською вулицею. Прилучається вулиця Поповкина.
На вулиці знаходяться школа № 17, дитячій садок № 77 та № 84.

## Історія
Іподром у місті відомий з 1882 року, коли біля Севастопольської застави відбулися перші перегони. Основний комплекс розташовувався у периметрі сучасних вулиць Севастопольської, Кримських Партизан, Дмитра Ульянова та Качинської. Сьогодні усього іподромного комплексу залишився лише частково зруйнований будинок старої стайні на території нинішнього кінноспортивного клубу за адресою Севастопольська, 37.
Сучасна вулиця відома під назвою Іподромна з 1951 року.
У 1968-1972 роках на місці колишнього іподрому були зведені житлові п'ятиповерхові будинки, школа, дитячі садки та котельня.
У 1975 році перейменована на вулицю Кримських партизан, на честь радянських партизанів, що діяли під час Другої світової війни. Пам'ятна табличка щодо цього розташовувалася на будинку № 11, зараз розташовується на будинку № 3. Одночасно вже наявну у місті вулицю Кримських партизан було перейменовано на вулицю Сізаса.

## Рекомендована література
- Поляков В. Е. Улицы Симферополя. — Симферополь: Таврида, 1994.
- В. А. Широков «Симферополь. Улицы и дома рассказывают: История Симферополя».